# Il nonno nel taschino
Il nonno nel taschino (Grandpa in My Pocket) è una serie televisiva per bambini trasmessa nel Regno Unito su CBeebies, canale gestito dalla BBC dedicato alla fascia pre-scolare.
In Italia è stata trasmessa da JimJam, e poi su Rai Yoyo dal 15 luglio 2018 all'8 febbraio 2019.

## Trama
Nella cittadina di Sunnysands vive un'allegra famiglia, composta dal nonno (James Bolam), i due nipoti Jason (Jay Ruckley) e Jemma (Josie Cable), la madre (Zara Ramm) e il padre (Sam Ellis) dei due ragazzi, e il cagnolino Beowulf. Il nonno possiede un potere straordinario di cui solo il nipotino Jason è a conoscenza: può rimpicciolirsi e vivere incredibili avventure, come volteggiare sull'aeroplanino o il disco volante giocattolo di Jason, scovare il criceto sotto le tavole del pavimento o animare un robot casalingo. Durante le sue missioni segrete, tutti in famiglia pensano che il nonno sia andato a fare un riposino. Solo Jason sa tutto del suo segreto: grazie al suo cappello magico, il nonno è solo diventato così  minuscolo da potersi nascondere nel taschino del nipote. Con il suo acume e la sua creatività il nonno riesce sempre a risolvere le situazioni più ingarbugliate e a vivere a fianco di suo nipote avventure bizzarre e divertenti.

## Episodi
| Stagione         | Episodi | Prima TV Regno Unito | Prima TV Italia |
| ---------------- | ------- | -------------------- | --------------- |
| Prima stagione   | 26      | 2009                 | 2013            |
| Seconda stagione | 26      | 2010                 | 2014            |
| Terza stagione   | 14      | 2011                 | 2015            |
| Quarta stagione  | 26      | 2014                 | 2016            |
| Quinta stagione  | 28      | 2014                 | 2018            |

## Personaggi

### Protagonisti
- Nonno
- Jason
- Mamma
- Papà
- Zia Loretta
- Sig. Ops
- Gemma
- Elisie
- Josh
- Zia Jules
- Zio SJ
- Signora Sorriso
- Tore l'inventore

### Antagonisti
- Belinda Lusinda
- Sig, Mangiamuffa
- Terense Combina Guai
- Troy